# 牟元文
牟元文（?—?），字思貽，號素田，贵州安順人，清朝政治人物。同進士出身。
乾隆二十八年（1762年）癸未科進士，選翰林院庶吉士。後任知縣。